# Thomas Grahn
Thomas Grahn, född 9 juli 1987, uppväxt i Hunnebostrand, är en svensk seglare. Han har seglat över Atlanten i en modifierad Albin Vega tillsammans med Sven Yrvind. Grahn blev år 2008 den yngsta svensken som seglat ensam över Atlanten, på sin hemresa.